# Фолрад I фон Фалкенщайн
Фолрад I фон Фалкенщайн (на немски: Volrad I von Valkenstein; * ок. 1250; † 1312) е граф и господар на замък Фалкенщайн в Харц.

## Произход
Той е седмият син на граф Фридрих II фон Фалкенщайн (* 1240; † сл. 1277) и съпругата му Клемента фон Хесен († сл. 1270), дъщеря на Фолрад фон Хесен († пр. 1250). Внук е на граф Ото II фон Фалкенщайн († 1240) и Хелен (Хелмбург) фон Бланкенбург († 1257). Брат е на граф Ото IV фон Фалкенщайн-Арнщайн († 1328), граф Фридрих III фон Фалкенщайн († сл. 1287), Конрад († сл. 18 февруари 1317, приор в Хилдесхайм между 1305 и 1314), Хайнрих († сл. 1305, приор в Халберщат през 1305), Зигфрид († сл. 15 декември 1307, рицар на ордена в Хилдесхайм), Фридрих V († сл. 1312) и на Мехтилд († сл. 1319).
Фолрад I е споменат в документи от 1270 до 1312 г.

## Фамилия
Фолрад I фон Фалкенщайн се жени за Мехтилд фон Арнщайн († сл. 1279), дъщеря на граф Албрехт II фон Арнщайн († 1279) и бургграфиня Мехтилд фон Мансфелд-Кверфурт († сл. 1289). Те имат две дъщери:
- графиня Мехтилд фон Фалкенщайн († сл. 1319), спомената в документ 1319
- графиня Луитгарда фон Фалкенщайн (* 1296; † сл. 1360), омъжена на 21 октомври 1327 г. за граф Гебхард III фон Мансфелд-Кверфурт († 1332/1335 или сл. 1360)